# はちみつの花
『はちみつの花』（はちみつのはな）は、木内たつやによる日本の少女漫画作品。
『ザ花とゆめ』（白泉社）にて2005年から連載中。2020年9月現在、単行本は3巻まで刊行されている。

## あらすじ
ときは明治。洋の雰囲気が日本に流れはじめる文明開化の時代。8歳で天涯孤独となった千歳は、古くからの名門である久世家の主人に引き取られ、以来彼の下で使用人として働いていた。
長い間子供に恵まれなかった久世夫妻は、英吉利在住の弟夫婦から養子を貰い受けた。そうして久世家にやってきたのが、蜜色の目と髪を持つ青年、久世ランだった。
初対面でありながらランに無遠慮な物言いをされ、腹を立てる千歳だったが、一番歳が近いという理由から世話役を任されてしまう。恩ある久世家のためと気合をいれて奮闘する千歳。そして身の回りの世話をするうちに彼の人となりを知り、千歳はランに仄かな想いを抱きはじめる。

## 登場人物
千歳（ちとせ）
8歳で天涯孤独となり、久世子爵に引き取られ、その後久世家の使用人として勤めている。頑張り屋だが失敗も多い。自他共に認める垢抜けない少女で、言葉には訛りがある。久世子爵の依頼により、その養子であるラン（後述）の世話役を務めている。他の使用人がランの容姿を畏怖する中、唯一人偏見を持たずに接し、その蜂蜜色の髪と目を綺麗だと評した。ランの容姿に対する周囲の心無い言葉には強く反発する。恋愛には疎く、臆病な面がある。
久世 ラン（くぜ らん）
英吉利から久世家に養子としてやってきた青年。実母は英国人。蜂蜜色の髪と目を持つ。態度は大きいが、面倒見は悪くない。自分を畏怖しない千歳を気に入り、恋愛に奥手な彼女の反応をからかって遊んでいる。自らの容貌を、正当な家名を持つ久世家においては異端であり重い枷と評する。
久世子爵
地元の名士であり、古くからの名家・久世家の主。長きに渡り妻との間に子供が恵まれず、英吉利在住の弟夫妻から、次男であるランを養子に迎え入れた。使用人に対しても温厚な人物。
竹下 総吾（たけした そうご）
久世子爵の友人の息子。以前、家庭の事情で久世家に預けられていた時期があり、その時から千歳に片思いしている。
緒方 和子（おがた かずこ）
小説家志望の女学生。久世ランをモデルにした小説を執筆する。
ジョン・ウッドワード
久世ランの友人。紅毛碧眼の英国人で、英語と日本語のバイリンガル。マイペースで行動派。来日し、久世子爵夫妻の友人宅である小暮家に滞在している。
小暮 洋子（こぐれ ようこ）
久世子爵夫妻の友人の孫娘。気が強く天邪鬼なところがあるが、根は優しい女性。家庭の事情により、祖父の家で暮らしている。
マリア・ウッドワード
ジョン・ウッドワードの妹。ランに好意を寄せており、彼に会うために来日した。ちやほやされて育っており、我侭で何事も自分の思い通りにならないと気が済まない性格。

## 書誌情報
- 木内たつや 『はちみつの花』 白泉社〈花とゆめコミックス〉既刊3巻（2020年9月現在）
  1. 2006年8月18日発売 ISBN 4-592-18847-0
  2. 2007年4月19日発売 ISBN 978-4-592-18866-7
  3. 2008年7月17日発売 ISBN 978-4-592-18867-4